# قو سونغ
قو سونغ (22 يناير 1993 في الصين - ) هو لاعب كرة قدم صيني في مركز الوسط. لعب مع نادي سانغتشو مايتي ليونز.

## وصلات خارجية
- قو سونغ على موقع قاعدة بيانات كرة القدم.إي يو (الإنجليزية)
- قو سونغ على موقع Soccerway.com (الإنجليزية)